# 이나가키 쇼
이나가키 쇼(일본어: 稲垣 祥, 1991년 12월 25일 ~ )는 일본의 축구 선수이다. 현재 J1리그의 나고야 그램퍼스에서 뛰고 있다.

## 구단 경력
그는 2014년부터 J리그의 방포레 고후, 산프레체 히로시마, 나고야 그램퍼스에서 뛰었다.

## 국가대표팀 경력
그는 2021년 FIFA 월드컵 예선에 참가할 일본 국가대표팀에 발탁되었으며, 3월 30일 몽골와의 경기에서 데뷔, 2득점을 넣었다. 2025년 EAFF E-1 풋볼 챔피언십에 발탁되었으며, 우승에 기여했다.

## 통계
| 일본 | 일본 | 일본 |
| 연도 | 출전 | 득점 |
| ---- | ---- | ---- |
| 2021 | 1    | 2    |
| 통산 | 1    | 2    |